# خیزش والهالا
خیزش والهالا (انگلیسی: Valhalla Rising) یک فیلم درام ماجراجویانه به کارگردانی نیکلاس ویندینگ رفن محصول سال ۲۰۰۹ است. از بازیگران آن می‌توان به مدس میکلسن، گری لوئیس و یوان استوارت اشاره کرد.